# نموذج لامبدا-سي دي إم
نموذج لامبدا-سي دي إم (بالإنجليزية: Lambda-CDM model)‏ أو نموذج لامبدا للمادة المظلمة الباردة CDM Cold Dark Matter هو نموذج في علم الفلك يحاول تفسير ظواهر عديدة للكون مثل تفسير إشعاع الخلفية الميكروني الكوني وتفسير الاتساع المستمر للكون.
يتفق نموذج Lambda-CDM Model مع ثلاثة أنواع من المشاهدات الفلكية، التي تعطي تفسيرا عن حالة الكون عند نشأته :
- قياس إشعاع الخلفية الكونية الميكروي وعدم تساويها،
- تعيين سرعة تمدد الكون وتغيرها عبر الزمن ؛ ويتم ذلك عن طريق مشاهدات المستعرات العظمى في مجرات بعيدة،
- تعيين نسب الهيدروجين في المادة الكونية الأولى، ومن بينها نسبة الديوتيريوم والهيليوم والليثيوم.
- والبيانات عن البنيات الفائقة في الكون.

## نظرة عامة

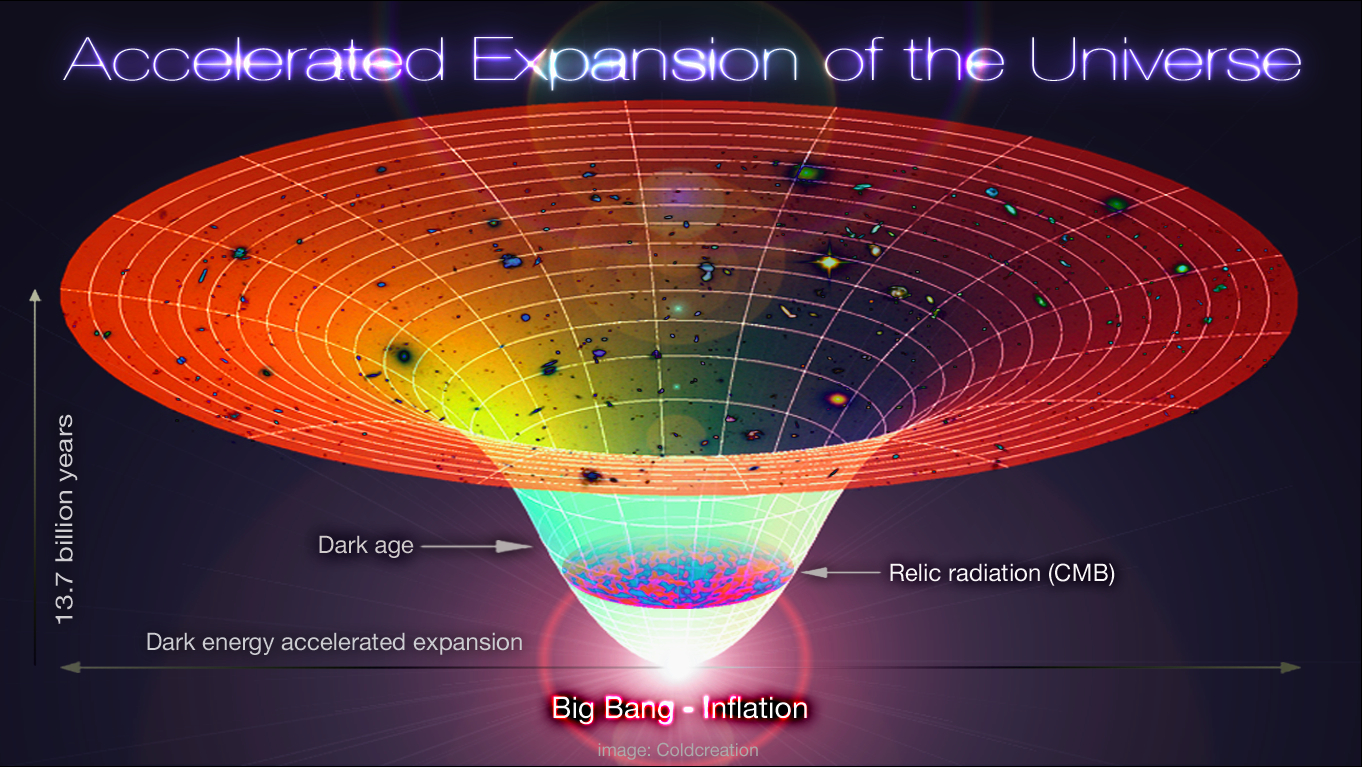
نموذج Lambda-CDM لنشأة الكون وزيادة حجمه وتطوره حتى الآن. يبدأ محور الزمن في الشكل من الإنفجار العظيم/ والتضخم الكوني السريع قبل 7و13 مليار سنة.

في تاريخ الكون، هناك فرضية بأن الموجات الثقاليةنشأت عن الناتج عن التمدد تمامًا بعد الانفجار العظيم.

تعتمد معظم النماذج الكونية الحديثة على المبدأ الكوني الذي ينص على أن موقعنا المشاهد من الكون ليس مميزًا أو غريبًا؛ يظهر الكون بصورة واحدة في كل الاتجاهات (توحد الخواص) ومن كل الأماكن (تجانس النظام).
يتضمن هذا النموذج توسعًا للفضاء المتري الموثق جيدًا في الانحياز نحو الأحمر لامتصاص طيفي بارز أو خطوط انبعاث في الضوء الصادر من المجرات البعيدة وفي تمدد الزمن في انحلال الضوء في منحنيات لمعان المستعر الأعظم. ويعزى كلا التأثيرين إلى تأثير دوبلر في الإشعاع الكهرومغناطيسي (مثل الضوء) أثناء انتقاله عبر الفضاء المتسع. على الرغم من أن هذا التمديد يزيد المسافة بين الأجسام التي لا تخضع لتأثير الجاذبية المشترك، إلا أنه لا يزيد من حجم الأجزاء (مثل المجرات) في الفضاء. كما يسمح للمجرات البعيدة بالابتعاد عن بعضها البعض بسرعات تقترب من سرعة الضوء؛ يكون التمدد المحلي أقل من سرعة الضوء، لكن محصلة التمدد عبر مسافات كبيرة يمكن أن تقترب من سرعة الضوء.
يمثل الحرف {\displaystyle \Lambda } (لامدا) الثابت الكوني، المرتبط حاليًا بطاقة الفراغ أو الطاقة المظلمة في الفضاء الفارغ الذي يستخدم لشرح التوسع المتسارع الحالي للفضاء مقابل تأثير الجاذبية. للثابت الكوني ضغط سلبي، {\displaystyle p=-\rho c^{2}} وهو ما يسهم في موتر الطاقة- الإجهاد الذي يتسبب في التوسع المتسارع وفقًا لنظرية النسبية العامة. يُقدر جزء كثافة الطاقة الكلية لكوننا (المسطح أو المسطح تقريبًا) الذي يمثل طاقة مظلمة {\displaystyle \Omega _{\Lambda }}، بـ 0.669 ± 0.038 استنادًا إلى نتائج مسح الطاقة المظلمة لعام 2018 باستخدام مستعرات عظمى من النوع Ia، أو 0.6847 ± 0.0073 استنادًا إلى إصدار 2018 من بيانات مرصد بلانك الفضائي، أو أكثر من 68.3% (تقدير 2018) من كثافة الطاقة- الكتلة في الكون.
افتُرضت المادة المظلمة من أجل حساب التأثيرات الجاذبية التي لوحظت في البنيات واسعة النطاق للغاية (منحنيات الدوران «المسطحة» من المجرات؛ وعدسة الجاذبية للضوء التي تسببها مجموعات المجرات؛ والتجمع المعزز للمجموعات) وهذه التأثيرات الجذبوية لا يمكن حسابها بواسطة كمية من المواد المرئية من نجوم ومجرات وتجمعات غازية .
المادة المظلمة الباردة كما تُفترض حاليًا:
غير باريونية
تتكون من مادة غير البروتونات والنيترونات (والإلكترونات كذلك بالرغم من أن الإلكترونات ليست باريونات).
باردة
سرعتها أقل من سرعة الضوء بكثير في حقبة تساوي الإشعاع والمادة (ولهذا يُستبعد النيوترينو لكونه غير بريوني لكنه ليس باردًا).
لا يمكن تبديدها
لا يمكنها أن تبرد بإشعاع الفوتونات.
غير قابلة للتصادم
تتفاعل جسيمات المادة المظلمة مع بعضها ومع الجسيمات الأخرى من خلال الجاذبية فقط وربما من خلال القوة الضعيفة.
تشكل المادة المظلمة حوالي 26.8% من كثافة طاقة الكتلة في الكون (تقديرات 2013).[بحاجة لمصدر] تشتمل النسبة المتبقية البالغة 4.8% (تقديرات عام 2013) على كل المواد العادية المرئية مثل الذرات والعناصر الكيميائية والغاز والبلازما، المواد التي تصنع منها كواكب مرئية ونجوم ومجرات. الغالبية العظمى من المادة العادية في الكون غير مرئية، لأن النجوم المرئية والغاز داخل المجرات والمجموعات تمثل أقل من 10 % من مساهمة المادة العادية في كثافة الطاقة- الكتلة في الكون.
كذلك، أيضًا، تشتمل كثافة الطاقة على جزء صغير جدًا (نحو 0.01%) في الإشعاع الخلفي الكوني الميكرويي، وليس أكثر من 0.5% في النيوتريونات المتبقية. على الرغم من صغر نسبتها حاليًا، كانت أكثر أهمية في الماضي البعيد، إذ هيمنت على المادة عند انزياح أحمر أكبر من 3200.
يشتمل النموذج على حدث منشئي منفرد، وهو الانفجار العظيم، الذي لم يكن انفجارًا لكن ظهورًا مفاجئًا لزمكان متوسع يحتوي على إشعاع في درجات حرارة حول 1015 كلفين. وأتبع هذا مباشرةً (خلال 10−29 ثانية) توسع أُسي للفضاء بتضاعف يبلغ 1027 أو أكثر، ما يعرف بالتضخم الكوني. ظل الكون ساخنًا (فوق 10000 كيلفن) لعدة مئات آلاف من السنين، المرحلة التي يمكن رصدها من خلال إشعاع الخلفية الكونية الميكروي، إشعاع منخفض الطاقة للغاية الآن (نحو 3 كيلفن) ينبعث من كل أنحاء السماء. سيناريو الانفجار العظيم مع التضخم الكوني والنموذج المعياري لفيزياء الجسيمات، هو النموذج الكوني الوحيد حاليًا المتسق مع التوسع المستمر الملحوظ للفضاء، التوسع المشاهد للعناصر الأخف في الكون (الهيدروجين والهيليوم والليثيوم)، والنسيج المكاني للتباينات الدقيقة في إشعاع الخلفية الكونية الميكروي. يعالج التضخم الكوني أيضًا مشكلة الأفق في إشعاع الخلفية الكونية الميكروي؛ بالفعل يبدو أن الكون أكبر من أفق الجزيئات الملحوظ.
يستخدم النموذج مترية فريدمان-لوميتر-روبرتسون-ووكر ومعادلات فريدمان ومعادلات الحالة الكونية لوصف الكون الملحوظ من بعد حقبة التضخم مباشرةً حتى الوقت الحالي والمستقبل.

## التطور التاريخي
أكد اكتشاف إشعاع الخلفية الكونية الميكروي في عام 1964 تنبؤًا هامًا في علم كون الانفجار العظيم. من هذه اللحظة فصاعدًا، كان مقبولًا بشكل عام أن الكون بدأ في حالة ساخنة كثيفة وأخذت تتمدد بمرور الزمن. يعتمد معدل التمدد على أنواع المادة والطاقة الموجودة في الكون ويعتمد تحديدًا على ما إذا كانت الكثافة الكلية أكبر أو أقل مما يُسمى بالكثافة الحرجة.
أثناء السبعينيات من القرن الماضي، كان أغلب الاهتمام منصبًا على النماذج الباريونية فقط، لكن كانت هناك تحديات صعبة في شرح تكون المجرات، بالنظر إلى التباينات في إشعاع الخلفية الكونية الميكروي (الحدود القصوى لهذا الوقت). في أوائل الثمانينيات من القرن الماضي، كان من المعروف أن هذه المشكلة يمكن حلها إذا هيمنت مادة مظلمة باردة على الباريونات، وأعطت نظرية التضخم الكوني نماذج ذات كثافة حرجة.
أثناء الثمانينيات من القرن العشرين، ركز معظم الباحثين على المادة المظلمة الباردة بمادة تعطي الكثافة الحرجة، نحو 95% من المادة المظلمة الباردة و5% من الباريونات: نجحت هذه في تشكيل المجرات وتجمعات المجرات، لكن ظلت المشاكل كما هي؛ والجدير بالذكر أن هذا النموذج يتطلب ثابت هابل أقل مما تقدره المشاهدات، وأظهرت المشاهدات في الفترة ما بين 1988-1990 مزيدًا من تجمعات المجرات على نطاق واسع أكثر من المتوقع.
ازدادت حدة هذه الصعوبات باكتشاف التباين في الإشعاع الخلفي الميكرويي باستخدام مستكشف الخلفية الكونية عام 1992، وأُخذت بعين الاعتبار عدة نماذج معدلة من المادة المظلمة الباردة، بما فيها المادة المظلمة الباردة لامدا ومزيج المادة المظلمة الباردة والساخنة في منتصف التسعينيات. ثم أصبح نموذج المادة المظلمة الباردة لامدا النموذج البارز عقب ملاحظات التوسع المتسارع للكون في عام 1998 ودُعمت من خلال ملاحظات أخرى: قاست تجربة الخلفية الميكرويية بوميرانج في عام 2000 كثافة الطاقة- المادة الكلية بكونها تكاد تكون 100% من الكثافة الحرجة، بينما قاس مسح الانزياح الأحمر المجري 2dF كثافة المادة بأنها ما يقرب من 25% عام 2001؛ يدعم الفرق الكبير بين هاتين القيمتين وجود لامدا موجبة أو طاقة مظلمة.